# ليندساي فون
ليندساي كارولين فون (بالإنجليزية: Lindsey Carolyn Vonn)‏ وهي متزلجة على المنحدرات الجليدية أمريكية ولدت في يوم 14 أكتوبر 1984 في مدينة سانت باول في ولاية مينيسوتا في الولايات المتحدة وقد فازت ب5 بطولات عالم وفازت بالميدالية الذهبية في الألعاب الأولمبية الشتوية 2010 في انحدار التل في فانكوفر في كندا وفازت بالميدالية البرونزية في في السوبر جي، في أولمبياد سوتشي 2014 عملت مراسلة مع قناة إن بي سي.

## روابط خارجية
- ليندساي فون على موقع IMDb (الإنجليزية)
- ليندساي فون على موقع الموسوعة البريطانية (الإنجليزية)
- ليندساي فون على موقع روتن توميتوز (الإنجليزية)
- ليندساي فون على موقع إن إن دي بي (الإنجليزية)
- ليندساي فون على موقع قاعدة بيانات الفيلم (الإنجليزية)
- ليندساي فون على موقع الاتحاد الدولي للتزلج (التزلج على المنحدرات الثلجية) (الإنجليزية)
- ليندساي فون على موقع اللجنة الأولمبية الدولية (الإنجليزية)
- ليندساي فون على موقع أوليمبيديا (الإنجليزية)
- ليندساي فون على موقع اللجنة الأولمبية والبارالمبية الأمريكية (الإنجليزية)